# 1234 (альбом Ронни Вуда)
1234 — четвёртый сольный студийный альбом английского музыканта Ронни Вуда (гитариста The Rolling Stones), выпущенный 2 сентября 1981 года. В Соединённых Штатах он провёл пять недель в Billboard 200, заняв 164-е место. Сопродюсером альбома выступил Энди Джонс, а в его создании приняли участие Иэн Маклэган, Чарли Уоттс, Бобби Уомак, Уодди Уоктел, Ники Хопкинс и другие.

## История
Каждый аспект этого сольного альбома участников Rolling Stone кричит о потворстве суперзвёздам, начиная с причудливого снимка обложки — смотрите, Рон едет на верблюде под реактивными самолётами — и заканчивая сюрреалистичным призывом сопродюсера Энди Джонса на задней обложке: «Не позволяйте никому записывать его, потому что лейблу нужны деньги». Вряд ли такое случится: в альбоме указаны три студии, и каждый трек может похвастаться разным составом. Среди них — клавишник суб-Стоунз Иэн Маклэган, пианист Ники Хопкинс и саксофонист Бобби Киз; R&B-вокалист Бобби Уомак и пианист Ники Хопкинс. Даже барабанщик Stones Чарли Уоттс появляется на паре треков.

## Отзывы
| Оценки критиков               | Оценки критиков |
| Источник                      | Оценка          |
| ----------------------------- | --------------- |
| AllMusic                      | [ 1 ]           |
| The Rolling Stone Album Guide | [ 2 ]           |

Альбом получил смешанные отзывы музыкальных критиков и интернет-изданий.
Ральф Хейбуцки из AllMusic отметил, что «Большинство песен звучат как демо-версии или незаконченные наброски с новыми наложениями — например, инструментальная „Redeyes“, которая кажется не более чем поводом для Вуда продемонстрировать свои навыки игры на добро. В „Wind Howlin' Through“ слушатель спрашивает, слышит ли он, что это происходит, но не более того, и тратит барабанное камео от Алана Майерса из Devo. Вокал Вуда напряжён — и зачастую его невозможно расшифровать. Это не более чем хрипы и пыхтение на заглавной композиции, которая в остальном является ударной, и они портят регги-шную „She Was Out There“, которая является одним из лучших моментов здесь — но „Fountains of Love“ — это слабый голубоглазый соул, который не может оторваться от земли. Лучшие моменты — наименее надуманные, в частности, кантри-шаржированная „Outlaws“, сверкающая „Priceless“ и „She Never Told Me“, которая может похвастаться продолжительным, жгучим гитарным соло. Однако это происходит слишком поздно, чтобы спасти альбом. Несмотря на то, что 1234 вряд ли можно назвать полным позором, это наименее выдающаяся сольная работа Вуда, хотя его рисунки очень милы».

## Список композиций
1. «1234» (Ронни Вуд)
2. «Fountain of Love» (Вуд, Джим Форд)
3. «Outlaws» (Вуд, Форд)
4. «Redeyes» (Вуд; вдохновлено Миком Джеггером)
5. «Wind Howlin' Through» (Вуд)
6. «Priceless» (Вуд, Бобби Уомак; аранжировка Рода Стюарта)
7. «She Was Out There» (Вуд)
8. «Down to the Ground» (Вуд)
9. «She Never Told Me» (Вуд, Форд)